# メゾンハーゲンダッツ 〜8つのしあわせストーリー〜
『メゾンハーゲンダッツ　~8つのしあわせストーリー~』は、平手友梨奈主演、YouTubeで2022年1月7日から2月17日まで日時限定で配信された日本のWEBドラマ。

## あらすじ
とあるアパートを舞台に、主人公・湊川七海と住人たちが繰り広げるドタバタで、でもちょっとしあわせになれる、そんなストーリー。

## キャスト
主人公 ／ 湊川七海 (20)
演 - 平手友梨奈
大学進学を機に上京し、アパートで一人暮らしをしている。マイペース。ときに自分の世界に入り込みすぎてしまう。趣味は古着屋巡り。
潮モナ (20)
演 - 齋藤里菜
アパートの住人であり七海の親友。イラストレーターをしながら、自由気ままに暮らす。特技はダウジングとタロットカード。
小手川タクヤ (27)
演 - 根岸拓哉
アパートの住人。メイクアップアーティスト。七海と仲が良く、悩み相談や恋話をする関係。
ピンじい (？)
演 - 諏訪太郎
アパートの住人。何十年もここに住んでいるヌシ的存在。特技がピッキングで「ピンじい」と呼ばれている。
くま
演 - パオロ
七海の部屋に置いてある、くまのぬいぐるみ。叔母からフランス土産でもらった。ただのぬいぐるみと思いきや…？
母親
演 - 大林佳奈子
コインランドリー男性
演 - 光根恭平
小林優也
演 - 中沢元紀

## スタッフ
- 企画制作：TBWA\HAKUHODO＋AOI Pro.
- クリエイティブディレクター：髙橋律仁
- アートディレクター：浜田智子
- シナリオライター：市之瀬浩子、渡部琴菜
- 企画：土谷秀一郎
- ディレクター：新宮良平
- 撮影：近藤哲也
- 照明：溝口知
- 美術：金子恵美
- 助監督：鈴木雄大
- AgPr：生駒武志
- プロデューサー：齊藤佑典
- プロダクションマネージャー：矢部涼介 、国富祐太
- スタイリスト：松川総（平手）、高橋毅（サブキャスト）
- ヘアメイク：木村 MAO（平手）、赤木 悠記（サブキャスト）
- クッキングＳＴ：山崎慎也、奥村まどか
- 編集：金沼怜
- MA：スズキ マサヒロ
- 音楽制作：Black Cat White Cat
- 音楽ロデューサー：Erik Reiff 、Kenny Dallas
- アカウントディレクター：阿部紗弥
- アカウントエグゼクティブ：鹿野 龍之介
- ナレーター：パオロ（くまの声）

## 配信日程
| 話数  | 配信日  | タイトル             |
| ----- | ------- | -------------------- |
| 第1話 | 1月7日  | 「鍵の行方」         |
| 第2話 | 1月10日 | 「二十歳の妄想」     |
| 第3話 | 1月17日 | 「母は台風のように」 |
| 第4話 | 1月25日 | 「ひみつ」           |
| 第5話 | 1月31日 | 「コインランドリー」 |
| 第6話 | 2月7日  | 「停電の夜」         |
| 第7話 | 2月14日 | 「失恋」             |
| 第8話 | 2月17日 | 「満月のしたで」     |

## メイキング特番
『メゾンハーゲンダッツ 〜しあわせバックストーリー〜』（2022年4月22日配信）
出演者：パオロ（くまの声）、平手友梨奈、齋藤里菜、根岸拓哉、諏訪太郎、新宮良平。